# Zchut awot
Zchut awot (hebr. zasługi ojców) – jedna z fundamentalnych zasad etyki judaizmu. Wedle niej błogosławieństwo boże za zasługi przodków spływa na ich potomków w kolejnych pokoleniach. Pobożność przodków nie zastępuje jednak indywidualnego podporządkowania się Torze. Koncepcja ta jest spoiwem tożsamości religijnej Izraela, w której wielką rolę odgrywa trwająca przez pokolenia wierność przymierzu i działalność w przeszłości tzw. "wielkich w Izraelu"